# Henry Cejudo
Henry Cejudo (n. 9 februarie 1987, San Jose, California, SUA) este un luptător ce a reprezentat Statele Unite ale Americii, medaliat olimpic. A participat la o ediție a Jocurilor Olimpice (2008) în care a câștigat o medalie de aur.

## Participări
Lista de mai jos prezintă principalele competiții la care a participat Henry Cejudo de-a lungul carierei.
- wrestling at the 2008 Summer Olympics – men's freestyle 55 kg[*]